# 돛자리 카파
돛자리 카파는 돛자리에 있는 이중성이다. 전통적으로 불리던 이름으로 마르켑 (/ˈmɑːrkɛb/)이 있다. 페가수스자리 알파도 마르카브로 불려 왔다.
돛자리 카파는 분광쌍성으로, 두 별이 합쳐서 B 분광형의 준거성 형상을 하고 있으며, 겉보기 등급은 2.47이다. 지구에서 539광년 떨어져 있다. 카파를 이루는 두 개의 구성원은 서로를 116.65일에 한 바퀴 돈다.
돛자리 카파는 화성의 남극에서 약 2도 떨어져 있으며 가까운 거리 때문에 화성의 남극성으로 보고 있기도 하다. 세차 운동 때문에 이 별은 서기 9000년 경 지구의 남극성이 될 것이다.

## 참고 문헌
- Diagram of the southern precession circle, showing Markeb as the South Pole Star in 9000 AD. 이 문서에 나오는 마르케브와 마르카브를 혼동하지 말 것(둘은 서로 다른 별이다).